# Agnesa Roșca
Agnesa Roșca (n. 17 octombrie 1929, Chișinău, România – d. 30 iunie 2009) a fost o poetă, eseistă, publicistă și traducătoare din Republica Moldova.

## Copilărie și tinerețe
S-a născut la 17 octombrie 1929 la Chișinău, în familia protoiereului Vasile Roșca și a Irinei Roșca. A fost al patrulea copil în familie. În anii 1936-1940 a urmat școala primară ortodoxă din Chișinău. În primăvara anului 1940, la vârsta de 10 ani, a obținut premiul I la un concurs literar pe temă religioasă organizat la Chișinău de Mitropolia Basarabiei.
Pe parcursul anilor 1942-1944 a fost elevă a Liceului de fete din Chișinău. După absolvirea liceului, în primăvara anului 1944, în toiul evenimentelor celui de-al doilea război mondial, Agnesa și sora ei Raisa, împreună cu tatăl, nu reușesc să treacă Prutul și rămân în Basarabia, în timp ce mama izbutește să ajungă la Sibiu, unde era căsătorită fiica ei Valentina. În același an, în timpul unui bombardament, în apele Prutului a murit preotul Gheorghe Nagacevschi, fratele mamei Agnesei.
În anul 1944 s-a înscris la școala nr. 1 din Chișinău. În 1945, după sfârșitul războiului, mama poetei s-a întors la Chișinău. În aelași an a murit subit fratele Agnesei, Gheorghe.
După absolvirea școlii nr. 1, în anul 1948 Agnesa Roșca a devenit studentă a Universității de Stat din Chișinău, Facultatea de Filologie. A absolvit în 1953.

## Activitate literară
În 1950 a publicat primele versuri în ziarul „Tinerimea Moldovei”. În anul 1953, la absolvirea facultății, activa ca redactor la editura „Cartea moldovenească”, secția literatură artistică. Ulterior, a lucrat la editura „Lumina”, unde timp de peste 20 de ani a redactat cărțile de poezie originală a numeroși scriitori din Moldova.
În anii 1958-1961, în colaborare cu criticul literar Vasile Coroban, a pregătit pentru tipar, a prefațat și comentat „Opere” de Vasile Alecsandri în 4 volume, prin care a început editarea clasicilor moldoveni.
În anul 1965 a debutat editorial cu placheta de versuri „Bat gîndurile”, remarcată de criticul A. Baconsky. A devenit membru al Uniunii Scriitorilor din Moldova.
În anii 1966-1967 a fost șef al Direcției Edituri a Comitetului de Stat pentru edituri, Poligrafie și Comerțul cu Cărți. A publicat „Scrieri” de Grigore Adam (1966), astfel începând seria „Scrieri” ale scriitorilor contemporani din Moldova.
După volumul de debut, pe parcursul anilor 1967-1972 publica o nouă carte de versuri aproape în fiecare an: „Mozaic” (1967); „Cîntecul tău Gealil” (1968), „Vin negru” (1969); „Amnar și cremene” (1971). La 1 august 1969 poeta s-a căsătorit cu Vladimir Rusnac. În acest răstimp a editat volumul de eseuri și profiluri literare „Înșiră-te mărgărite...”.
În anii 1974-1985 poeta a editat volumele de versuri „Pămîntul Patriei” (1974); „Leagănul cel verde” (1976); „Darul vieții” (1978); „Flori albe, flori roșii”, volum antologic de dragoste (1981); „Veșnica ardere” (1982); „Vis și veghe” (1984); „Arțăraș cu dor” (1976); „Meșter zori-de-zi” (1985).
În 1986, Agnesa Roșca a editat cartea de versuri „Clopote în aprilie”. În anul următor a apărut volumul „Scrieri alese” cu un studiu de Mihail Dolgan. Poeta a fost prezentă cu versuri în antologia poeților din Moldova „Constelația lirei” (1987).
În culegerea „Eterna epigramă” (Cluj-Napoca, 1993) sunt incluse unele din cele mai bune epigrame ale Agnesei Roșca. Poeta a obținut premiul cotidianului „Moldova suverană” pentru eseurile „Miracolul timpului” și „Inepuizabila înțelepciune”, publicate în 1994.
În 1996 Agnesei Roșca i s-a decernat medalia „Meritul civic”. Pentru ciclul de poeme „deosebite, închinate limbii române”, a primit premiul săptămânalului „Literatura și arta” (1996). A obținut același premiu și în 1998.
Agnesa Roșca a participat activ în mișcarea de renaștere națională din Republica Moldova, scriind și publicând poezii și eseuri despre neamul românesc. Multe din versurile Agnesei Roșca au devenit cântece interpretate de vocaliști precum Maria Bieșu, Mihail Munteanu, Ion Paulencu și au fost menționate cu premii. De asemenea a prezentat la radio peste 300 profiluri literare.
Ca traducător, Agnesa Roșca a lucrat la „Eneida” de Virgiliu (în crestomația „Literatura universală. Grecia și Roma antică”, 1972), cât și la diverse lucrări ale lui Feodor Dostoievski, Anton Cehov, Maksim Gorki, Fiodor Tiutcev, Afanasii Fet, Anna Seghers, Taras Șevcenko ș.a.
Creația poetică a Agnesei Roșca a fost tradusă în limbile rusă (14 cărți), ucraineană, georgiană, estoniană, lituaniană, armeană, turcă ș.a. Roșca a fost prezentă cu versuri într-o antologie lirică apărută la Tbilisi (editura „Merani”, 1972) și în „Biblioteca literaturii universale”, apărută la Moscova (editura „Hudojestvennaia literatura”, 1977).
A decedat la 1 iunie 2009.

## Opera
- Aerul de taină: [poezii] / prez. graf.:I. Oliinic. Ch: Hyperion, 1995. 450 p. ISBN 5368018495
- Scrieri alese / pref. de M. Dolgan; prez.graf. de O. Grădinari. Ch.: Literatura artistică, 1987
- Clopote în aprilie: [versuri] / prez. graf. de O. Grădinari. Ch: Literatura artistică, 1987. 174 p.
- Meșter Zori-de-Zi: [versuri] / il. de L. Sainciuc. Ch.: Lit. artistică, 1985. 127 p.
- Vis și veghe: [versuri]. Ch.: Lit. artistică, 1984. 195 p
- Veșnică ardere: [versuri] / pict.: S. Solonari. Ch: Lit. artistică, 1982. 128 p.
- Flori albe, flori roșii: [versuri] / prez. graf. de A. Țurcanu. Ch.: Lit. artistică, 1981. 183 p.
- Drumuri înfrățite: [versuri]. Ch.: Lit. artistică, 1980. 155 p.
- Darul vieții: [versuri]. Ch.: Lit. artistică, 1978. 128 p.
- Arțăraș cu dor / des. de E. Camin. Ch.: Lumina, 1976. 36 p.
- Leagănul cel verde: [versuri] / il. de S. Solonari. Ch.: Lumina, 1976. 127 p.
- Pămîntul Patriei: [versuri] / pict. de I. Hmelnițki. Ch.: Cartea mold., 1974. 128 p.
- Veverița-Rița: [poveste] / il. de E. Camin. Ch.: Lumina, 1974.
- Frunzele roșii: [versuri pentru școlari de 8 ani] / il. de L. Colâbneac. Ch.: Lumina, 1973. 88 p.
- Înșiră-te mărgăritare... / pict. : I. Cârmu. Ch.: Cartea mold., 1972. 111 p.
- Amnar și cremene : [versuri]. Ch.: Cartea mold., 1971. 123 p.
- Balada stropului de soare. Ch.: Lumina, 1969. 85 p.
- Vin negru: [versuri]. Ch.: Cartea mold. 1969. 167 p.
- Cîntecul lui Gealil: [poem]. Ch.: Cartea mold., 1968. 48 p.
- Mozaic: [versuri]. Ch.: Cartea mold., 1967. 149 p.
- Bat gîndurile. Ch.: Cartea mold., 1965. 120 p.

### Antologii
- „Ascultînd materna limbă”. În: Limba în care sîntem. Ch.: Litera, 1993. P. 23-24.
- „Legitate”. „Moment decisiv”. „Stil”. În: Satiricon. Eterna Epigramă. Cluj-Napoca, 1993. P. 65.
- „Cîntec”. „Ecoul”. „Lăstunii”. „Cînd marea bătea din aripă”. În: Constelația lirei. București, 1987. P. 277-279.
- „Ascultînd materna limbă”. „La chipul mamei”. În: Mama, graiul. Ch., 1981. P. 64-66.
- „Ecoul”. „Garoafe roșii”. „O, dacă ai uitat”. „Departe pe malul mării”. În: De dragoste. Ch., 1975. P. 254-257.

### Poezii publicate în periodice
- „Graiul”. În: Literatura și arta. 2021. Nr. 42 (3971). 21 octombrie 2021. P. 1.
- „La teiul cel sfînt”: (Lui Eminescu). În: Moldova suverană. 1999. 15 iunie.
- „Vox maris”. În: Literatura și Arta. 1999. 18 ianuarie.
- „An nou”. În: Literatura și Arta. 1998. 1 ianuarie
- „Carmen” saeculare. În: Literatura și Arta. 1998. 15 ian.
- „Rondelul frumuseții”. În: Florile dalbe. 1998. 19 mart.
- „Rostirea românească”. În: Literatura și Arta. 1998. 28 apr.
- „Crez și cuvînt”. „Strop și veșnicie”. „Această lume”. „Prin fulguirile de rază”. „Dar când”. „O viață este cartea”. În: Florile dalbe. 1998. 7 mai.
- „Doamne, venit-au neamurile”. În: Florile dalbe. 1998. 13 mai.
- „Venit-a omul”. „Cîntare de taină”. „Paradox”. „Timp prost”. „Sărbătoare”. „Amintiri”. În: Glasul națiunii. 1998. 13 mai.
- „Cînd florile”. „Cu cît e viața”. „Sub ceru-acest basarabean”. „Cînd norii se apleacă”. „Rondelul seninei iubiri”. „Azi și mâine”.„ Șederea-n umbră”. „Sufletul”. În: Lit. și Arta. 1998. 15 oct.
- „Viața florilor”. „Luxul și mizeria”. „Raiul și iadul”. „Alter ego”. „A gândului frământ”. „Există, cred, și bărbăție”. „Taină”. În: Florile dalbe. 1998. 26 noiembr.
- „De timpul nostru”. În: Lit. și Arta. 1998. 3 dec.
- „Timpul învierii”. „Această carte”. „Muguri și cocori”. „Triptic”. „Scrum”. „După amiază”. „Cărbunii”. „Regăsirea de sine”. În: Lit. și arta. 1997. 6 mart.
- „La eternul Eminescu”. „Maica mea, gură de rai”. „Învățătorii mei”. „Gînduri de lumină”. „Primăvara”. „Revenim”. „Marea”. „Clipa”. „Sufletul de frunză”. În: Florile dalbe. 1997. 24 apr.
- „Salvatorul națiunii”. „Program politic”. „Unui promotor al democrației”. „Descoperirea făuritorilor de fericire”. „Realitate”. „Potentații”. „Obsesie”. „Unui protipendist”. „Unui ins investit cu puteri nelimitate”. „Unui uzurpator de adevăr”. „Polițiștilor din fața Ministerului de Finanțe”. „Modus vivvendi”. „Epitaful unui eliberator”. „Epitaful unui visător”. „Putere diavolească”. „Unui academician”. „Sezonierul”. „Unui necurat cu duhul”. În: Lit. și arta. 1997. 19 iunie.
- „Buclucași”. În: Lit. și arta. 1997. 2 oct.
- „Chișinău - zidire sfântă”. În: Florile dalbe. 1997. 2 oct.
- „Mărunțușurile”. „Umbra”. „Graiul strămoșesc”. „Culegătorul de rod”. „Elegia cărților”. „Rapsodul”. „Rădăcina”. „Clipa”. „Vasile Alecsandri”. „Albatrosul”. „Măsura de mărgăritar”. „Zugravul”. În: Lit. și arta. 1997. 16 oct.
- „An nou”. În: Glasul Națiunii. 1997. 31 dec.
- „Timpuri noi”. În: Lit. și arta. 1996. 1 febr.
- „Să nu fii trist”. În: Lit. și arta. 1996. 7 mar.
- „Fiii risipitori”. În: Lit. și arta. 1996. 21 mart.
- „Laudă vouă, șăgalnice flori”. În: Florile dalbe. 1996. 22 mart.
- „Limba română”. În: Lit. și arta. 1996. 21 mart.
- „La sfînta treime”. În:  Lit. și arta. 1996. 3 oct.
- „Se apropie Crăciunul”. În: Lit. și arta. 1996. 12 dec.
- „Setea cea sfîntă”. În: Moldova suverană. 1995. 28 febr.
- „Eterna”. În: Moldova suverană. 1995. 7 mar.
- „Poesis”. Risipă”. „Lumină dulce”. „Icoane”. „Tenebre”. „E pomul”. „Moara”. „Amănunte”. „O noapte”. „Chemîndu-se iubire”. În: Lit. și arta. 1995. 25 mai.
- „Corabia”. În: Moldova Suverană. 1995. 4 oct.
- „Graiul”. În: Lit. și arta. 1994. 10 febr.
- „Poeților Basarabiei”. În: Lit. și arta. 1994. 24 mart.
- „Geneză”. În: Moldova suverană. 1995. Nr.3
- „Cîntec” de primăvară. În: Florile dalbe. 1994. 29 apr.
- „Răsplata”. În: Glasul Națiunii. 1994. 3 apr.
- „Temei”. „Rugă”. „Să ne iubim”. „Sfioasele tale dulci flori”. „Amintirea florilor”. „Flori și prunci”. „Duhul”. „Soarele și steaua”. „Destinul”. „Când”. „Ninge în Basarabia”. „Eterna cruce”. „Ființa veșniciei”. „Copac de munte”. „Întoarce-mi”. „Aprinsul dimineții”. „Cântec de alint”. „Doina”. „Lied”. „Lumina verii”. „Ceturile”. „Doamne”. „Terra, timpul, trenul”. „Culori, cuvinte regăsite”. În: Lit. și arta. 1994. 13 oct.
- „Cuibul de lumină”. „Sfânt fior”. În: Florile dalbe. 1994. 14 oct.
- „Dealurile Moldovei”. „Citirea clasicilor”. „Zăcăminte”. „Viață cu chirie”. „Sfântul obicei”. „Suntem sfărmați”. În: Basarabia. 1993. Nr. 1. P. 283.
- „Greutatea limbii materne”. În: Moldova suverană. 1994. 18 oct.
- „Iubiților”. „Puterea mistificării”. „Viață cu chirie”. „Sfântul obicei”. „Suntem sfărmați”. În: Basarabia. 1993. Nr. 1. P. 283.
- „Mărțișorul”. În: Florile dalbe. 1993. 26 feb.
- „Și-a pierdut lumina miezul”. „Săracii și bogații”. „S-a uitat”. „Bufonierii”. „Viață și vis”. „În Basarabia”. „Flori vii”. „Fără neam”. „Disperă soarele”. „Eu te-am iertat”. În: Moldova suverană. 1993. 27 feb.
- „Ihil de la Vadul-Rașcov”. „Festin”. „Sună clopot clipa”. „Eterna”. „Linia de apă”. În: Glasul națiunii. 1993. Nr. 2. (132).
- „La Eminescu”. „Zăcăminte”. „Săracii și bogații”. „George Enescu”. „Alt șir, alt fir”. „Mărgăritare”. „Invidiez”. „Unui înalt demnitar”. „Puterea mistificării”. În: Lit. și arta. 1993. 4 mar.
- „Doar sufletul”. În: Pămînt și oameni. 1993. 6 mar.
- „Măiastra primăvară”. În: Moldova suverană. 1993. - 6 mar.
- „Copiii Moldovei mele”. În: Florile dalbe. 1993. - 16 apr.
- „Sărbătoarea primăveri”i. În: Florile dalbe. 1993. - 16 apr.
- „Ioane, lacrimă albastră”. În: Moldova suverană. 1993. 28 apr.
- „Cuvînt și imagine”. În: Florile dalbe. 1993. - 3 sept.
- „Tezaur”. În: Moldova suverană. 1993. - 16 oct.
- „Poesis”. În: Florile dalbe. 1993. - 22 oct.
- „Vînzător de neam și de Hristos”. În: Glasul Națiunii. 1993. 19 noiemb.
- „Să fim stăpîni în adevăr”. „Lacrimă română”. În: Moldova suverană. 1992. 24 ian.
- „Sonetul unui soare”. În: Moldova suverană. 1992. 12 febr.
- „Rugare”. În: Basarabia. 1992. Nr. 3. P. 162.
- „Frumusețea”. În: Moldova suverană. 1992. 7 mart.
- „Evident”. În: Moldova suverană. 1992. 30 mai.
- „Noi”. „Banala viață”. „Prețul vieții”. „Sfidare”. „Dar mai avem”. „Să ne grăbim”. „Hai, duceți vestea”. „Adâncă amintire”. „O casă”. „Clătinare”. „De seară”. „Furii de lumină”. „Amicul Iuda”. În: Lit. și arta. 1992. 3 sept.
- „Respectul”. În: Glasul Națiunii. 1992. 9-16 oct.
- „Cad picuri grei de ploaie rară”. În: Moldova Suverană. 1992. 17 oct.
- „Clopotarul”. În: Făclia. 1991. 14 ian.
- „Ce suntem”. „Searbădă viață”. „Bat clopotele”. În: Glasul Națiunii. 1991. 1 mart.
- „Via”. În: Moldova suverană. 1991. 8 mart.
- „Timpul”. „Făclie de Luceafăr”. „Libertatea noastră”. „La graiul cu dor”. În: Moldova Suverană. 1991. 5 apr.
- „Echilibrul”. În: Moldova suverană. 1991. 31 aug.
- „Lumina ce sufletul ține”. „Fericiții”. În: Moldova suverană. 1991. 8 oct.
- „Țara de clopote”. În: Moldova socialistă. 1990. 6 ian.
- „Krestiane”. „Kto pogubil tebea”. În: Sov. Moldaviia. 1990. 26 ian. În lb. ru.
- „Țvetî”. În: Sov. Moldaviia. 1990. 8 mar. În lb. ru.
- „Vin florile”. În: Moldova soc. 1990. 8 mar.
- „Sfinții muceniți basarabeni”. În: Dreptatea (București). 1990. 17 mart.
- „Alo, Iașii”. „Povara pămîntească”. „Sfinții mucenți basarabeni”. În: Cronica (Iași). 1990.ș 27 apr.
- „Lumina ce sufletul ține”. În: Argeșul liber (Pitești). 1990. 19 mai.
- „Trăiască soarele”. „Nu pot să cred”. „Ave Maria”. „Norul”. „Iar dacă sînt”. „Floarea cea rară”. „Contribuții”. În: Moldova soc. 1990. 20 mai.
- „Românie, țară de clopote”. „Contribuții”. În: Cronica (Iași). 1990. 7 sept.
- „Un strop de timp”. În: Moldova Suverană. 1990. 27 oct.
- „Zice codrul de aramă”. În: Moldova Suverană. 1990. 15 dec.
- „Case cu pridvor”. În: Argeșul liber (Pitești). 1990. Nr. 60.
- „Atotștiutoare, eternă, de marmură iarna”. În: Moldova. 1989. 7 sept.
- „Colind etern”. În: Moldova soc. 1989. 15 ian.
- „La pomul poetului”. În: Moldova soc. 1989. 15 ian.
- „Eternitate”. În: Moldova soc. 1989. 21 ian.
- „Flacăra iubirii”. „Darul de mărgăritare”. În: Convorbiri literare (Iași). 1989. 8 febr.
- „Mamele neamului meu”. În Moldova soc. 1989. 30 mart.
- „Ce li se permite robilor”. „Avem”. „Mîntuitoarea limbă maternă”. În: Lit. și Arta. 1989. 30 mart.
- „Mîntuitoarea limbă maternă”. În: Lit. și Arta. 1989. 30 mart.
- „În lacrima genezei”. În: Moldova. 1989. Nr. 9. P. 11.
- „Clopot întru veci”. În: Lit. și Arta. 1989. 21 sept.
- „Timpul de răgaz”. „Psalm”. „Același timp, aceeași set”. „La steaua graiului”. „Alo, Iașii”. „Testament”. „Povară pămîntească”. „Gheorghe Vodă, deschizîndu-mi cartea”. „Piatra”. „Sfinții muceniți basarabeni”. „Lui Mihail Sadoveanu”. „Adîncimi albastre”. În: Lit. și Arta. 1989. 12 oct.
- „Tu, copile”. „Zborul ciocîrliei”. „Chiar și puiul pitulicii”: În: Steluța. 1989. Nr. 10. P. 3.
- „Cîntare limbii române”. În: Noutăți editoriale. 1989. 13 oct.
- „Reazem de la Dumnezeu”. „În clipa asta de văzduh”. „E aerul blând”. „În marea de ceruri”. „Orașul mării”. „În larguri sihastre”. „Natura moartă”. În: Tinerimea Moldovei. 1989. 13 oct.
- „Cîntec de țară”. „La șipote”. „Așa se naște vidul”. „Arbori treziți”. În: Femeia Moldovei. 1989. Nr. 10. P. 11.
- „Limba de mărgăritare”. În: Moldova. Nr. 10. p. 25.
- „Către frumusețe”. „Pământul Moldovei”. „Aici”. „Adânci sunt mările omenești”. În: Moldova soc. 1989. 17 oct.
- „Cerul cu lumină”. „E patria”. În: Chișinău. Gazeta de seară. 1989. 17 oct.
- „O vecinom”. „Netlennîi gorod”. „Molodost”. În: Vec. Kișinev. 1989. 17 oct. În lb ru.
- „Coloana infinită”. „La stânca graiului”. „Cântă pânzele”. „Țăranii”. În: Viața satului. 1989. 17 oct.
- „Rodnaia reci”. „Materi moego naroda”. „Bezkonecinost jizni”. „Eminesku”. În: Sov Moldaviia. 1989. 17 oct. În lb. ru.
- „Făclie”. „Zugravul”. „Cine te-a frînt”. În: Învățătorul public. 1989. 18 oct.
- „Tvorțî”. „Portret materi”. În: Narodnoe obrazovanie. 1989. 18 oct. În lb. ru.
- „Cîntare limbii materne”. În: Lit. și Arta. 1988. 4 febr.
- „Doinire”. În Viața satului. 1989. 8 mart.
- „Imnul nemuritor”. În: Moldova soc. 1988. 25 mart.
- „Rapsodul de la Căinari”. În: Lit. și arta. 1988. 24 mart. P. 1.
- „Suntem un neam”. „Lumina roz-albastră”. „O secundă”. „Flacăra vieții”. „Demiurg”. „Solie solară”. În: Moldova. 1988. Nr. 5. P. 9.
- „La eternul Eminescu”. În: Moldova soc. 1988. 16 iun.
- „Greutatea limbii materne”. În: Cronica (Iași). 1988. 30 sept.
- „Făclieri”. În: Lit. și arta. 1988. 6 oct.
- „Nu în pulbere, ci-n cîntec”. În: Moldova soc. 1988. 25 dec.
- „Satele, fîntînile”. În: Viața satului. 1988. 31 dec.
- „Credință”. În Moldova soc. 1987. 8 mart.
- „Drum magnific”. În: Lit. și arta. 1987. 7 oct.
- „Ardere”. În: Viața satului. 1987. 10 oct.
- „Baștina”. În: Moldova soc. 1987. 11 oct.
- „Dimineața Patriei”. „Minerii”. „Omul ce pășește în frunte”. „Steaua de pace”. „Ana”. „Patinatorii”. În: Lit. și arta. 1986. 6 febr.
- „Martie”. În: Tinerimea Moldovei. 1986. 7 mar.
- „Primăvara”. În: Moldova soc. 1986. 9 mart.
- „Pentru steaua țării mele”. „Îndeamnă”. „O clipă”. „Ce bine-i”. „Scrisoarea”. „O pasăre”. „Fila albă”. „Descărcătorul de struguri”. În: Tinerimea Moldovei. 1986. 9 mai.
- „Clopote în aprilie: Fragmente de poem”. În: Lit. și arta. 1986. 3 iul.
- „Moldova”. În: Moldova soc. 1986. 2 aug.
- „Pămîntul țării”. „Cîntecul ce-l cântă ramul”. „Omul, lumina”. „Izvorul din sat”. „Flacăra iubirii”. „Cuvântul adevărului”. În: Femeia Moldovei. 1986. Nr. 8. P. 5.
- „Acest pământ”. „Veșnica țară”. „Zburați, soli ai luminii”. În: Moldova soc. 1986. 22 aug.
- „De floare și de soare”. În: Viața satului. 1986. 23 aug.
- „Spații temerare”. În: Lit. și arta. 1986. 7 oct.
- „Vise, păsări călătoare”. În: Viața satului. 1986. 18 oct.
- „Mama”. În: Sov. Moldaviia. 1985. 8 mart.
- „Spre tine, țară”. În: Moldova soc. 1985. 8 mart.
- „Inima izvorului”. „Râul”. „Dorul de viață”. „Fulg și soare”. „Să ascultăm”. În: Orizontul. 1985. Nr. 5.
- „Nerăbdătore ploaie”. „Țara mea”. „Darul”. „Dimineața”. „Garoafe”. „Rățuștele”. În: Steluța. 1985. Nr. 8. P. 3.
- „Toamna”. În: Tinerimea Moldovei. 1985. 11 oct.
- „Glia”. În: Viața satului. 1985. 12 oct.
- „Pînza”. În: Învățămîntul public. 1984. Nr. 25 (martie). P. 4.
- „Imn libertății”. „Fărîma de pâine”. „Casa din livadă”. „Înserare”. În: Moldova. 1984. Nr. 3. P. 11.
- „Trezirea primăverii”. În: Moldova socialistă. 1984. 8 mart. P. 4.
- „Izvoarele”. „Destin”. Gândul”. „Ploaie în zori”. „Ecoul tinereții”. „Clătinarea ierbii”. „Drumul spre Gurzuf”. „Puritate”. „Trecere”. „Ochiul de aur”. În: Lit. și arta..1984. aug.
- „Cerul și lumina”. În Tinerimea Moldovei. 1984. 12 oct. P. 4
- „Firul magic”. „Erupție de alb”. În: Lit. și arta. 1983. 3 mart.
- „Dăinuire”. „Casa copilăriei”. „Noi ca pământul”. În: Tinerimea Moldovei. 1983. 8 mart.
- „Gîndul”. În: Învăț. public. 1983. 8 mart.
- „Izvoarele iubirii”. În: Viața satului. 1983. 8 mart.
- „Juravli”. „Hrupkie ceasî”. „Tî jdi menea”. „Tvoi zabotî”. În: Molodioj Moldavii. 1983. 8 mart. În lb. ru.
- „A primăverii fremătare”. În: Moldova soc. 1983 20 mart.
- „Taneț v lesu”. „Teajkaia kniga liubvi”. „Hrupkie ceasî”. „Nadvigaiutsea tuci”. „Strasti”. „Kosneet nebo na pleceah”. „Vsio te je pesni”. „Dușa”. „Teni liubvi”. „Osenilo”. În: Kodrî. 1983. Nr. 3.  P. 34. În lb. ru.
- „Tem, kto zabotitsea o hlebe”. În: Sov. Moldaviia. 1983. 30 iun. În lb. ru.
- „Raza farului”. În: Lit. și arta. 1982. 15 ian.
- „Soarele țării”. În: Viața satului. 1982. 9 oct.
- „Marele cuvînt”. „Salut poezia tânără”. „Aleargă, râu al meu, aleargă”. „Desculț ca florile”. „Pe cartea grea de doruri”. „Taina iubirii”. „Petale”. „O mie de iubiri”. „Ție”. „Iubirea mării”. „Chipul iubirii”. „O rază de soare”. „O singură clipă”. „Veșnic, visul”. „Din nou”. În: Lit. și arta. 1981. 28 mai.
- „Oameni din adînci țărîne”. „Adâncul”. „Printre norii din zare”. „De-atâta sare marea”. „Mariei Bieșu”. În: Femeia Moldovei. 1981. Nr. 6. P. 5.
- „Masa poetului”. În: Tinerimea Moldovei. 1981. 11 oct.
- „Primăvara”. În: Lit. și arta. 1980. 6 mar.
- „Jivoi rodnik”. În: Pravda (Moscova). 1980. 1 mai. în lb. ru.
- „Gruziei”. În: Literaturuli Sakertvelo (Tbilisi). 1980. Nr. 8.   (2185). P. 3. În lb, gr.
- „Drumul vieții”. „Oamenii pământului”. „Ochiul artistului”. „Nașterea drumului”. „Pentru al vieții zbor de rândunică”. În: Învăț. public. 1979. 13 oct.
- „Și tu și eu”. „Cuvântului și gândului un imn”. „Viață pasăre”. „Iubitor de poezie”. „Muriți cu mine, clipe-ntâmplătoare”. „Cât trece pasărea”. În: Moldova. 1979. Nr. 10. P.11
- „More”. „A v Ialte – sneg”. „Bezumstvo morea”. „Do svidaniia”. În: Molodioj Moldavii. 1979. 17 okt. În lb. ru.
- „Dragostea noastră”. „Brațele, clipele”. „Drum cu drum”. „Ce cald e pământul”. „Cupa albastră”. „Drumuri line”. „Din tot de adâncul firii vede, râuri, împliniri”. „Drumurile Moldovei”. „Vers vioară”. În: Lit. și arta. 1979. 18 oct.
- „Alter ego”. În: Neva. 1977. Nr. 3. P. 120.
- „Pesnea rîbakov”. „Pesnea travî”. În: Krugozor (Moscova). 1977.  Nr. 3. P. 11. În lb. ru.
- „Magnoliia”. „More”. În: Ogonek (Moscova). 1975. Nr. 11. P. 15. În lb. ru.
- „Kutaisi”. În: Kutaisi. 1971. Nr. 133 (11417). P. 28. În lb. gr.
- „Fiul Georgiei”: În: Cignus samkaroși (Tbilisi). 1968. Nr. 1. P. 17. În lb. ru.
- „Corb la corb”. În: Tinerimea Moldovei. 1968. 24 apr.
- „Georgia”. „Fiul Georgiei”. În: Droșa. 1968. Nr. 4. P. 24. În lb. gr.

### Eseuri, studii și articole
- „O carte de crești amintiri”: [despre apariția cărții-album „Maria Cebotari în amintiri, cronici și imagini”, semnată de Aurelian Dănilă]. În: Lit. și arta. 1999. 1 aug.
- „Andrei Tamazlîcaru și cîntarea inimii neamului”. În: Lit. și arta. 1999. 1 ian.
- „Peretele din fața noastră”. În: Lit. și arta. 1999. 21 ian.
- „Apropierea de viață”. În: Lit. și arta. 1999. 4 febr.
- „Miracolul înfloririi”. În: Florile dalbe. 1999. 18 febr.
- „Întoarcerea în primăvara lui A. E. Baconsky”. În: Lit. și arta. 1999. 4 mart.
- „Oameni de credință”. În: Lit. și arta. 1999. 29 apr.
- „Poezie și muzică”: [despre Mihai Eminescu și George Enescu]. În: Lit. și arta. 1998. 5 mart.
- „Cartea rîurilor genii”. În: Florile dalbe. 1998. 22 ian.
- „Tăria crezului artistic”: [despre Mihai Garaz]. În: Lit. și arta. 1998. 25 iun.
- „Miracolul adolescenței”. În: Florile dalbe. 1998. 1 ian.
- „Nimic mai mic și mai măreț ca omul”. În: Florile dalbe. 1998. 5 mart.
- „Cele douăsprezece clopote ale sufletului”: [despre Alexei Mateevici]. În: Lit. și arta. 1998. 26 mart.
- „În  Arcadia ferice”. În: Lit. și arta. 1998. 2 apr.
- „Flacăra de diamant”: [despre Alexandru Cristea]. În: Florile dalbe. 1998. 2 apr.
- „Gîndirea cea adîncă”: În: Glasul Națiunii. 1998. 15 apr.
- „Izvoarele și soarele”. În: Florile dalbe. 1998. 7 mai.
- „O floare zidită în cîntec”: [despre Tereza Sobolevschi-Cori]. În: Florile dalbe. 1998. 28 mai.
- „Fabulistul A. Donici”. În: Lit. și arta. 1998. 14 mai.
- „O frumoasă întîmplare”. În: Lit. și arta. 1998. 22 mai.
- „Dezvelirea spiritului ascuns”: [despre Lidia Ungureanu]. În: Lit. și arta. 1998. 30 iulie.
- „Metafora culorii”: [despre Mihail Grecu]. În: Femeia Moldovei. 1998. Nr. 1-2.
- „Acest semănător de lumină”: [despre Mihail Grecu]. În: Florile dalbe. 1998. 4 iunie.
- „Pietrele din temelie”: [despre Nicolae Dabija]. În: Lit. și arta. 1998. 9 iulie.
- „Înflorește crăciunița”. În: Lit. și arta. 1998. 24 dec.
- „De lumină crește gîndul”: [despre Alexandru Negriș]. În: Florile dalbe. 1998. 1 oct.
- „Un leagăn de cicoare”. În: Florile dalbe. 1998. 1 sept.
- „Din cîmpul cu flori”. În: Florile dalbe. 1998. 8 oct.
- „O carte, un cîntec, o credință”. În: Florile dalbe. 1998. 29 oct.
- „Scrisul de azi”: [despre Tudor Țopa]. În: Moldova Suverană. 1998. 17 noiembr.
- „Mierea vieții”. În: Lit. și arta. 1998. 5 noiembr.
- „Sufletul cuvîntului”: [despre Claudia Partole]. În: Florile dalbe. 1998. 3 dec.
- „Un vis al zeilor”. În: Florile dalbe. 1998. 19 mart.
- „Un roman”: [despre Mihail Garaz]. În: Lit. și arta. 1997. 13 noiembr.
- „Republică fără președinte”: [articol semnat împreună cu Vladimir Rusnac]. În: Lit. și arta. 13 mart.
- „Un pom înstelat de melodii”: [despre Tereza Sobolevschi-Cori]. În: Florile dalbe. 1997. 6 febr.
- „Durutele cuvinte”: [despre Claudia Partole]. În: Florile dalbe. 1997. 11 sept.
- „Binevestindu-ne învierea”. În: Florile dalbe. 1997. 24 apr.
- „Fiorul creației”. În: Florile dalbe. 1997. 13 noiembr.
- „La mărgăritarele graiului”. În: Florile dalbe. 1997. 9 oct.
- „Înfiorată de iubire”: [despre Lidia Ungureanu]. În: Florile dalbe. 1997. 11 dec.
- „Scutul cuvîntului”: [despre cartea de rondeluri a lui Ion Anton]. În: Glasul Națiunii. 1997. 26 noiembr.
- „Noblețea creatorului”: [despre Mihail Garaz]. În: Florile dalbe. 1997. 22 mai.
- „Sămînța florii albe”: [despre Vasile Levițchi]. În: Lit. și arta. 1997. 27 noiembr.
- „Luptătorii din larg”. În: Lit. și arta. 1997. 25 dec.
- „Pe urmele clipelor care au fost”: [despre Mihail Berezovschi, Mihail Ceachir, Alexandru Plămădeală]. În: Lit. și arta. 1997. 4 dec.
- „Generozitate”: [despre Tereza Sobolevschi-Corj]. În: Femeia Moldovei. 1997. Nr. 3-4.
- „Destăinuind o clipă gîndul”: [despre A. E. Baconsky, Mihai Eminescu, Constantin Brâncuși, George Enescu, Emil Cioran]. În: Florile dalbe. 1997. 27 febr.
- „Și iar înfloresc trandafirii”: [despre Alexandru Macedonschi]. În: Florile dalbe. 1997. 3 mart.
- „Floarea timpului de vară”: [despre Nicolae Labiș]. În: Florile dalbe. 1997. 12 iunie.
- „Clipa care ne însuflețelte”: [despre Ion Borșevici]. În: Ciubucciu, Vlad. Fecior de la poalele Carpaților. Ch. 1997. P. 14-15.
- „Suflul divin al primăverii”. În: Florile dalbe. 1996. 1 mart.
- „Izvor de anotimp întru creșterea luminii”. În: Florile dalbe. 1996. 31 mai.
- „Cuib de dragoste și dăruire”. În: Florile dalbe. 1996. 26 oct.
- „Flacăra cea sfîntă”: [despre Mihai Eminescu și Andrei Ciurunga]. În: Florile dalbe. 1996. 28 noiembr.
- „Demnitatea - izvor al libertății”. În: Florile dalbe. 1996. Sept. (Nr. 26-27).
- „Luminăția sa cartea”. În: Florile dalbe. 1996. 2 febr.
- „În oglinda clipelor”. În: Femeia Moldovei. 1996. Nr. 9-10. P. 26.
- „Acești unii”. În: Lit. și arta. 1996. 19 dec.
- „Visul de aur”. În: Florile dalbe. 1996. 26 dec.
- „Eterna primăvară”. În: Moldova suverană. 1995. 7 mart.
- „Această neprețuită împărăție”: [despre Mihai eminescu]. În: Moldova suverană. 1995. 14 iunie.
- „Acest bolnav de cuvînt”: [despre Mihail garaz]. În: Moldova suverană. 1995. 12 iunie.
- „Vise de mai, înflorire de suflet”. În: Florile dalbe. 1995. 19 mai.
- „Cîntare din lacrimă”: [despre Grigore Vieru]. În: Lit. și arta. 1995. 16 febr.
- „Inscripții în nemurirea clipelor”. În: Moldova suverană. 1994. 18 oct.
- „Aceste minuscule pietre rare”: [despre antologia epigramei românești „Buturuga mică”]. În: Moldova suverană. 1994. 30 mart.
- „Inepuizabila înțelepciune. Î”n: Moldova suverană. 1994. 15 ian.
- „Lui Andreu Mureșanu”. În: Lit. și arta. 1994. 17 mart.
- „Cîntec de citire”. În: Florile dalbe. 1994. 23 dec.
- „Comoara inimii”. În: Florile dalbe. 1994. 11 febr.
- „Acest pom sacru”: [despre Mihai Eminescu]. În: Moldova suverană. 1994. 15 ian.
- „Darul poeziei”. În: Lit. și arta. 1994. 16 iun.
- „Bucuria muzicii”. În: Florile dalbe. 1993. 16 apr.
- „Lumina de taină etern revărsând”: [despre Mihai Eminescu]. În: Moldova suverană. 1993. 13 ian.
- „Mirul de taină al limbii materne”. În: Florile dalbe. 1993. 3 sept.
- „Cei ce seamănă cu lacrimi”: [despre Nicolae Țurcanu]. În: Basarabia. 1993. Nr. 3. P. 152-153.
- „Dulce lumină”. În: Viața satului. 1993. 1 ian.
- „Înțelepciunea iernii”. În: Moldova suverană. 1993. 1 ian.
- „O mie și una de fîntîni”: [despre Mihail Grecu]. În: Moldova suverană. 1993. 23 noiembr.
- „Cu speranță că voi fi auzită”: [scrisoare adresată lui Ion Ungureanu]. În: Moldova suverană. 1993. 19 aug.
- „Icoana muzicii noastre”: [despre Maria Bieșu]. În: Moldova suverană. 1993. 14 sept.
- „Un voievod al cuvintelor”: [despre Nicolae Costenco]. În: Lit. și arta. 1993. 16 dec.
- „Un șirag de piatră rară”: [despre Alexei Mateevici]. 1992. 13 aug.
- „Magia culorilor”. În: Moldova suverană. 1992. 26 dec.
- „Ce ar spune învățătorul”: [despre Mihail Garaz]. În: Moldova suverană. 1992. 4 noiembr.
- „Ultimul plîns al copacilor”. În: Moldova suverană. 1992. 24 noiembr. (Articol semnat împreună cu Vladimir Rusnac).
- „Scrisoare deschisă domnului Tudor Țopa”: Să se pună capăt prfanării memoriei lui Alexei Mateevici. În: Moldova suverană. 1992. 14 aug. (Scrisoare semnată împreună cu Vladimir Rusnac).
- „Cartea cărților”: [despre Mihai Eminescu]. În: Moldova suverană. 1992. 18 iunie.
- „Durerea creației”. În: Moldova suverană. 1992. 1 aug.
- „Tăria cuvîntului”. În: Moldova suverană. 1992. 24 mart.
- „Uitarea de sine”. În: Moldova suverană. 1991. 5 ian.
- „Soarele cel mare”: [despre Dumitru Matcovschi]. În: Moldova suverană. 1990. 18 sept.
- „La adevărul și dreptatea limbii materne”. În: Viața satului. 1989. 2 sept.
- „Cîntecele Terezei”: [despre Tereza Sobolevschi-Corj]. În: Femeia Moldovei. 1988. Nr. 6. P. 9.
- „Flacăra graiului”: [despre Alexei Mateevici]. În: Moldova soc.1988. 6 mart.
- „Eterna sete de iubire”. În: Moldova soc. 1987. 10 febr.
- „Oglinda de lumină a gliei”: [despre Mihail Petric]. În: Lit. și arta. 1982. 4 mart.
- „O picătură de lumină și pace”: [despre Mihail Petric]. În: Nistru. 1982. Nr. 4. P. 149-155.
- „Pavel Boțu: «Ornic»”. În: Moldova soc. 1979. 30 ian.
- „Simplu ca apa și pămîntul”. În: Moldova. 1974. Nr. 12. P. 8.

### Traduceri
- Gorki, Maksim. Întreprinderea Artamonov: opere alese în 6 volume: Vol. 5. Ch.: Literatura artistică, 1982. P. 291-591.
- Gorki, Maksim. În lume: Opere alese în 6 volume: Vol. 2. Ch.: Literatura artistică, 1981. P. 245-589.
- Gorki, Maksim. Mama: Opere alese în 6 volume: Vol. 1. Ch.: Literatura artistică, 1981. P. 147-515.
- Orlov, Serghei. Glasul primei iubiri. Ch.: Literatura artistică, 1980. 94 p.
- Mustafin, Rafael. Pe urmele poetului erou. Ch.: Literatura artistică, 1979. 272 p.
- Rainis, Janis. Bunelul și merele. Ch.: Literatura artistică, 1977. 13 p.
- Cehov, Anton. Povestirile: Informația; Chirurgia; Corista; Din memoriile unui om irascibil; Volodea cel mare și Volodea cel mic; Arhiereul: Opere alese în 2 vol. Ch.: Cartea mold., 1975. P. 33, 65, 132, 169, 335.
- Simonov, Constantin. Secretul biruinței: Poezii. Ch.: Lumina, 1975. 58 p.
- Gamzatov, Rasul. Bunelul. Ch.: Lit. artistică, 1974. 19 p.
- Gorki, Maksim. Legenda lui Danco. În: Macar Ciudra. Ch.: Lumina, 1973. 94 p.
- Virgiliu. Eneida. Crestomație de literatură universală, Grecia și Roma antică, pentru instituțiile de învățământ superior. Ch.: Lumina, 1972. P. 429-438.
- Prin lirica gruzină: Antologie / trad. de A. Roșca și Vl. Rusnac. Ch.: Cartea mold., 1971. 121 p.
- Kuliev, Kaisân. Versuri alese / trad. de A. Roșca și Vl. Belistov. Ch.: Cartea mold., 1968. 139 p..
- Gamzatov, Rasul. Stihuri / trad. de A. Roșca și alții. Ch.: Cartea mold. 1966. 84 p.
- Petofi, Sandor. Cocostârcul. În: Rapsodii ungare. Ch.: Lumina, 1966. P. 20-26.
- Șevcenko, Taras. Nazar Stodolea. Ch.: Cartea mold., 1964. P. 224-286.
- Tvardovski, Alexandr.: Versuri / trad. de A. Roșca și alții. Ch.: Cartea mold., 1962. P. 29-36.
- Lu Sin. Povestiri alese. Ch.: Cartea mold., 1959. P. 268.
- Kvitko, Leonid. Vioara. Ch.: cartea mold., 1959. 16 p.
- Tiutcev, Fiodor.  Ape de primăvară. În: Anotimpurile. Ch.: Lit. artistică, 1957. 32 p.
- Dostoievski, Feodor. Satul Stepancikovo și oamenii lui. Ch.: Editura de Stat a Moldovei. 1957. P. 237.
- Seghers, Anna. A șaptea cruce: Partea I. Ch.: Cartea mold., 1955. 231 p.

### Prefețe la cărți
- Prometeică lumina poeziei. În: Poeți gruzini. Ch.:  S.n., 1985. P. 3.
- Glasul primei iubiri. În: Orlov, Serghei. Glasul primei iubiri. Ch.: 1980. P. 3.
- Suflarea nestinsă a poeziei. În: Mustafin, Rafael. Pe urmele poetului erou. Ch., 1979. P. 3.
- Pe urmele lui Rustaveli. În: Din lirica gruzină. Ch., 1971. P. 3.
- Poezia vieții. În: Kuliev, Kaisân. Versuri alese. Ch., 1968. P. 3.
- [Prefață]. În: Adam, Grigore. Scrieri. Ch., 1966. P. 3.
- Poezia lui Rasul Gamzatov. În: Gamzatov, Rasul. Stihuri. Ch., 1966. P. 3